# Eqaluit
Eqaluit [ɜˈqaluit] (nach alter Rechtschreibung Eĸaluit) ist eine wüst gefallene grönländische Schäfersiedlung im Distrikt Qaqortoq in der Kommune Kujalleq.

## Lage
Eqaluit liegt nördlich an der gleichnamigen Bucht, die in den Igalikup Kangerlua mündet. Damit liegt Eqaluit am Ende des Seengebiets Tasikuluulik. 1,7 km ostsüdöstlich liegt die nächste Schäfersiedlung Eqaluit Akiat.

## Geschichte
1951 lebten 14 Personen in Eqaluit und 1960 schon 18. 1965 war die Einwohnerzahl auf 10 Personen zurückgegangen, darunter zwei Schafzüchter, die 1966 zusammen rund 1450 Schafe besaßen. 1968 lebten nur noch 7 Personen in Eqaluit.

## Söhne und Töchter
- Benedikte Thorsteinsson (* 1950), Politikerin (Siumut)

## Bevölkerungsentwicklung
Die Einwohnerzahl von Eqaluit schwankte ab 1977 zwischen null und fünf Personen. Seit 2006 sind keine Bewohner mehr gezählt worden.